# Songs to Fan the Flames of Discontent
Songs to Fan the Flames of Discontent es el segundo álbum de estudio de la banda de hardcore punk Refused. Fue lanzado en 1996 a través de Victory Records, Startrec y We Bite para CD, cintas y vinilos de 12"; y fue reeditado por Burning Heart Records en 1997. Una versión remasterizada del álbum fue lanzada en 2004. Las técnicas, motivos e ideas musicales que se encuentran en este álbum en su forma rudimentaria se convirtieron en lo que se escuchó en su tercer álbum, The Shape of Punk to Come. El nombre del álbum proviene de una edición anterior del Little Red Songbook publicado por un comité local de Spokane, Washington de la Industrial Workers of the World en 1909, que incluía canciones del activista de la IWW nacido en Suecia, Joe Hill.

## Lista de canciones
| N.º   | Título                               | Duración |  |
| 1.    | «Rather Be Dead»                     | 3:14     |  |
| 2.    | «Coup D'Etat»                        | 2:40     |  |
| 3.    | «Hook, Line and Sinker»              | 2:44     |  |
| 4.    | «Return to the Closet»               | 3:49     |  |
| 5.    | «Life Support Addiction»             | 2:27     |  |
| 6.    | «It's Not O.K...»                    | 1:02     |  |
| 7.    | «Crusader of Hopelessness»           | 2:50     |  |
| 8.    | «Worthless is the Freedom Bought...» | 1:32     |  |
| 9.    | «This Trust Will Kill Again»         | 2:22     |  |
| 10.   | «Beauty»                             | 2:30     |  |
| 11.   | «Last Minute Pointer»                | 2:55     |  |
| 12.   | «The Slayer»                         | 2:16     |  |
| 30:30 |                                      |          |  |

## Personal
| Refused - Dennis Lyxzén: voz - Kristofer Steen: guitarra, bajo - Jon Brännström: guitarra - David Sandström: batería - Magnus Björklund: bajo Producción - Eskil Lövström: grabación, intro en «Rather Be Dead» - Pelle Henricsson: grabación - Pelle Gunnerfeldt: productor - D. Erixon: gráficos de la portada - Eilert Andersson: foto de la banda - Publicado por Startrec Music/Songs and Stories Publishing |